# موآب

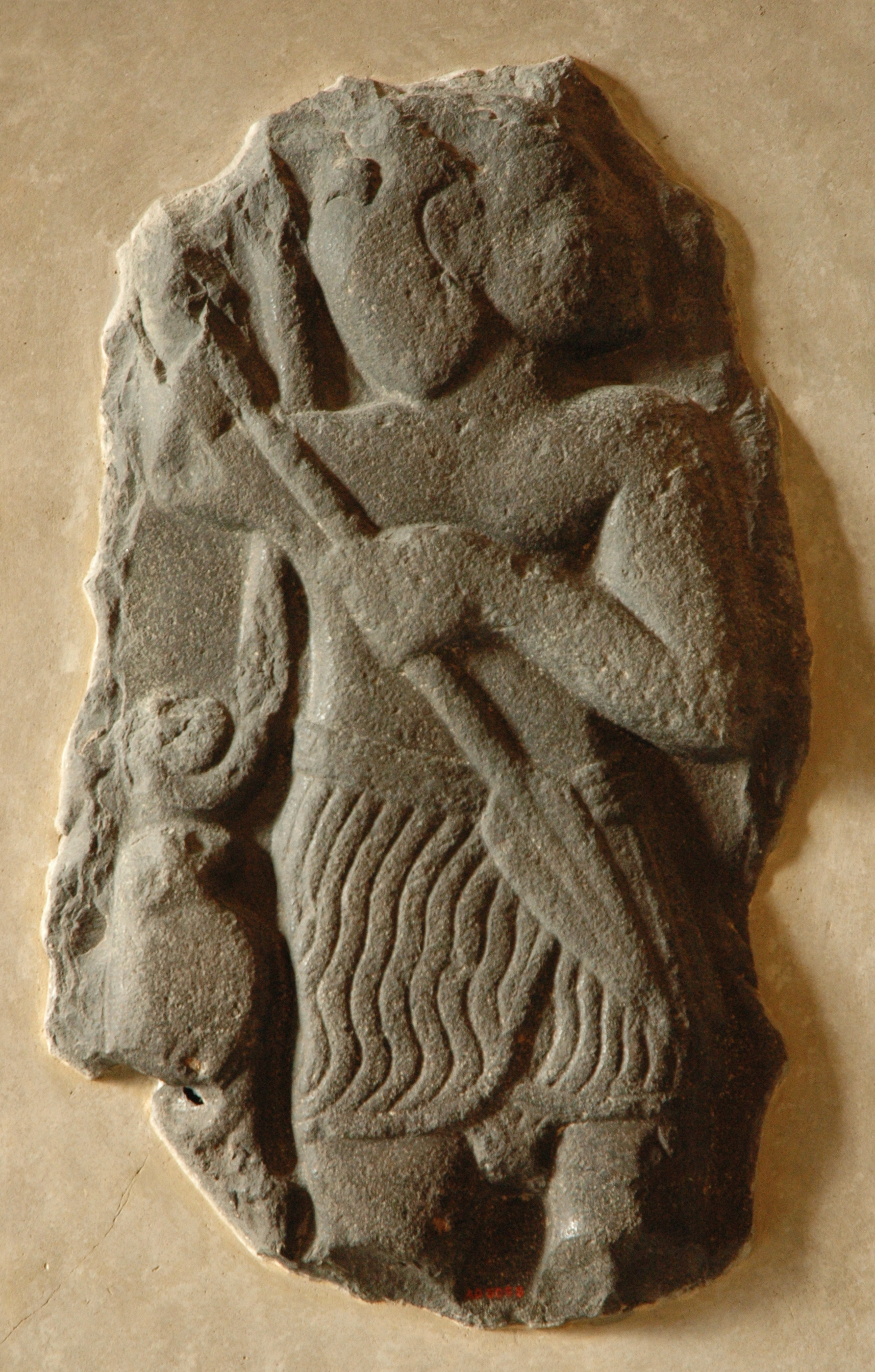
خدای جنگجو از مؤاو مربوط به عصر برنز (حدود ۱۲۰۰ سال قبل از میلاد)، یا عصر آهن (حدود ۸۰۰ سال قبل از میلاد).

موآب  (‎/ˈmoʊæb/‎) یک پادشاهی باستانی در شام بود که قلمرو آن امروزه در جنوب اردن قرار دارد. این سرزمین کوهستانی است و در امتداد بخش زیادی از ساحل شرقی دریای مرده گسترده شده است. وجود پادشاهی موآب با یافته‌های باستان‌شناسی فراوانی تأیید شده است که مهم‌ترین آن‌ها سنگ یادبود موآبی است؛ این کتیبه پیروزی موآبیان بر یکی از پسران بی‌نام شاه عمری از پادشاهی شمالی اسرائیل را شرح می‌دهد، رویدادی که در کتاب‌های پادشاهان نیز به آن اشاره شده است. پایتخت موآبیان ذیبان بود. بر پایهٔ کتاب مقدس عبری، موآب غالباً با همسایگان بنی‌اسرائیل خود در غرب درگیر منازعه بود.
بر اساس عهد عتیق ساکنان آن از نسل لوط بوده‌اند. سفر پیدایش ۱۹ آیات ۳۰–۳۸، دو دختران لوط جهت حفظ نسل پدرشان، شراب نوشانیدندش و با او شدند و موآبیان و بن عممیان را به‌وجود آوردند.